# Crystal Sound
Der Crystal Sound (englisch für Kristallsund) ist eine Meerenge (Sund) zwischen dem südlichen Abschnitt der Biscoe-Inseln und der Westküste des Grahamlands. Die nördliche Grenze der Bucht verläuft zwischen Kap Evensen und Kap Leblond, im Süden wird sie durch den Holdfast Point, die Roux-Insel, die Liard-Insel und die Sillard-Inseln begrenzt.
Das UK Antarctic Place-Names Committee benannte den Sund 1960 in Anlehnung an die zahlreichen geografischen Objekte in unmittelbarer Umgebung, die nach Wissenschaftlern benannt sind, die sich mit der Struktur von Eiskristallen auseinandersetzten.